# Mobilfunknetzbetreiber
Ein Mobilfunknetzbetreiber (Mobile Network Operator, Abk.: MNO) ist ein Unternehmen, das ein öffentliches Mobilfunknetz betreibt und darauf Dienstleistungen für Privat- und Geschäftskunden anbietet. Zu diesem Zweck beantragt oder erwirbt (z. B. mittels einer Versteigerung) diese Telefongesellschaft bei staatlichen Stellen eine Sendelizenz. Anschließend baut der Lizenznehmer eine Infrastruktur auf (heute in den allermeisten Fällen ein GSM-, UMTS- oder ein LTE-Netz), die ein der Lizenz entsprechendes bestimmtes geographisches Gebiet abdeckt. Die zur Verfügung gestellten Dienste werden entweder mit einer Prepaid-Karte oder mittels einer monatlichen Rechnung (Postpaid), die meistens auch eine Grundgebühr beinhaltet, abgerechnet.
Von Mobilfunknetzbetreibern abzugrenzen sind Mobilfunkanbieter, die sich ohne eigenes Netz auf den Wiederverkauf von Mobilfunkdiensten spezialisiert haben (Mobile Virtual Network Enablers (MVNEs), sowie Mobile Virtual Network Operators (MVNOs), auf Deutsch auch „virtuelle Netzbetreiber“ genannt).

## Mobilfunkmärkte nach Ländern

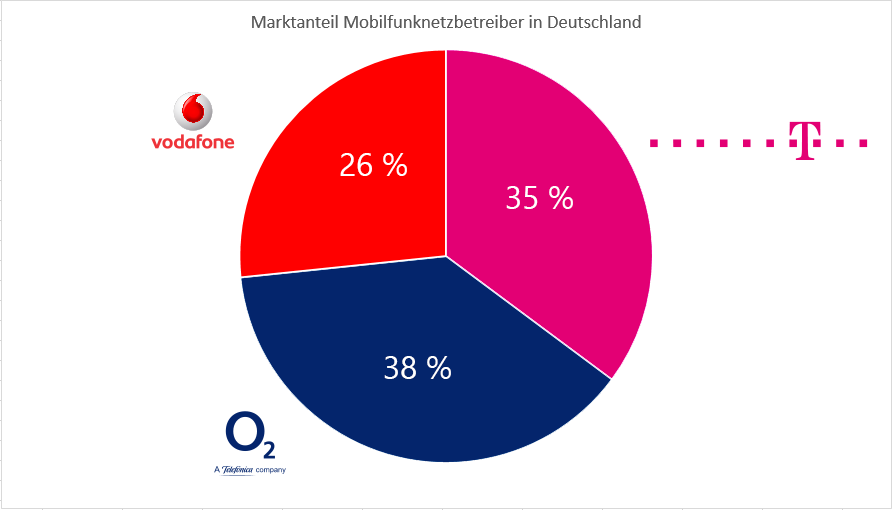
Marktanteile am regulären deutschen Mobilfunkmarkt 2015

Marktanteile am österreichischen Mobilfunkmarkt (Stand: Juni 2013, gem. Daten RTR Telekom Monitor 4/2013)

Marktanteile am Schweizer Mobilfunkmarkt (Tele2 gehört heute zu Sunrise)

### Netze im deutschsprachigen Raum

#### Schweiz
Vorwahlen der Mobilfunkbetreiber:
- 075x – Swisscom Mobile
- 076x – Sunrise Communications
- 078x – Salt Mobile  (ehemals Orange)
- 079x – Swisscom Mobile

Vorwahlen der Provider:
- 0773 – in&phone
- 076x – UPC Schweiz, Lebara Mobile, Salut!-mobile, TalkTalk Mobile, yallo
- 0774 – M-Budget Mobile
- 078x – abamobile, CoopMobile, mobilezone net
- 0783 – Lycamobile

Vom Bundesamt für Kommunikation (BAKOM) zugewiesene Netzvorwahl, die von den Mobilfunkbetreibern bzw. Providern bei der Aufschaltung von neuen Nummern vergeben wird. Aufgrund der Rufnummernportabilität kann seit dem 1. Mai 2000 die Vorwahl nicht mehr eindeutig einem Anbieter zugeordnet werden.

#### Liechtenstein
Im Fürstentum Liechtenstein gibt es jeweils drei GSM, UMTS und LTE-Mobilfunknetze:
| Netzcode | Displayanzeige | Unternehmung             | Mutterkonzern            |
| 295-01   | Swisscom FL    | Swisscom (Schweiz) AG    | Swisscom (Schweiz) AG    |
| 295-02   | Salt           | Salt (Liechtenstein) AG  | Salt Mobile AG           |
| 295-05   | FL1            | Telecom Liechtenstein AG | Land Liechtenstein 100 % |
|          |                |                          |                          |

#### Luxemburg
In Luxemburg gibt es drei Mobilfunk-, Festnetz- und Internetanbieter:
| (+352) 621x L1 Post Luxembourg (Post Telecom) |
| (+352) 691x L2 Tango (Proximus)               |
| (+352) 661x L3 Orange (France Télécom)        |
| (+352) 671 Join Experience                    |

#### Belgien
In Belgien gibt es drei GSM/LTE/UMTS-Mobilfunknetze:
| Vorwahl | Unternehmung   | Mutterkonzern |
| 047x    | Proximus       |               |
| 049x    | Orange Belgium | Orange        |
| 048x    | BASE           | Telenet       |

Aufgrund der Rufnummernportabilität kann die Vorwahl nicht immer eindeutig einem Anbieter zugeordnet werden.

### Afrika

#### Namibia
In Namibia gibt es derzeit zwei GSM/UMTS- und ein CDMA-Mobilfunknetz.
| Vorwahl | Unternehmen | Anmerkungen     |
| 081     | MTC         |                 |
| 085 060 | TN Mobile   | Telecom Namibia |

### Asien

#### Nordkorea
In Nordkorea wird derzeit ein GSM- und ein UMTS-Netz betrieben.
| Vorwahl | Unternehmen | Anmerkungen                                         |
| 192     | Koryolink   | zzt. nur in größeren Städten und wichtigen Strecken |

### Nordamerika & Karibik

#### Kuba
In der Republik Kuba betreibt die Telekommunikationsgesellschaft ETECSA ein Netz im TDMA- und GSM-Standard.
| Vorwahl | Unternehmen | Anmerkungen                                      |
| 05      | Cubacel     | MMS verschicken & UMTS zzt. noch nicht verfügbar |